# Ian Holmes (cầu thủ bóng đá, sinh năm 1950)
Ian Michael Holmes (sinh ngày 8 tháng 12 năm 1950) là một cựu cầu thủ bóng đá người Anh, sinh ở Wombwell, Yorkshire, từng thi đấu ở vị trí tiền vệ tại Football League cho Sheffield United, York City và Huddersfield Town. Holmes là thành viên chính của York City từ năm 1974 đến năm 1976 ở Football League Second Division, vị trí cao nhất từng giữ trong lịch sử câu lạc bộ.